# Stanisław Czupurna
Stanisław Czupurna (zm. 1411) – marszałek wielki litewski, bliski współpracownik wielkiego księcia Witolda.
12 października 1398 podpisał pokój saliński z Krzyżakami. W 1401 roku był sygnatariuszem unii wileńsko-radomskiej. Podpisał pokój toruński 1411 roku.